# Fehérhomlokú küllő
A fehérhomlokú küllő (Melanerpes cactorum) a madarak (Aves) osztályának harkályalakúak (Piciformes) rendjébe, ezen belül a harkályfélék (Picidae) családjába tartozó faj.
A magyar név forrással nincs megerősítve.

## Előfordulása
Argentína, Bolívia, Brazília, Paraguay, Peru és Uruguay területén honos.

## Megjelenése
Testhossza 16 centiméter. 
|  |

## Életmódja
Tápláléka rovarokból és gyümölcsökből áll.